# Mandela y Fidel
Pour plus de détails, voir Fiche technique et Distribution.
Mandela y Fidel est un moyen métrage documentaire cubain tourné en Eastmancolor, réalisé par Estela Bravo et Ernesto Mario Bravo d'après leur propre scénario, sorti en 2013 et dont les personnages principaux sont Fidel Castro et Nelson Mandela.

## Synopsis
Lorsque Mandela s'est rendu à Cuba en 1991, un an après sa sortie de prison, il a rencontré en personne le président Fidel Castro et a entamé une étroite amitié qui s'est développée au fil de leurs nombreuses rencontres et qui a culminé par une accolade et une exclamation « Mon frère ».

## Fiche technique
- Titre original : Mandela y Fidel[1]
- Réalisation : Estela Bravo, Ernesto Mario Bravo
- Montage : Joaquín Castro-Palomino
- Musique : Camilo Ferrera
- Sociétés de production : Instituto Cubano de Radio y Televisión, Bravo Films
- Pays de production :  Cuba
- Langue originale : espagnol
- Format : couleurs
- Genre : film documentaire
- Durée : 33 minutes
- Dates de sortie : 
  - Cuba : 2013

## Les réalisateurs
Estela Castro Estela est une Américaine, fille d'un syndicaliste actif aux États-Unis, partisan de l'Espagne républicaine et antifasciste pendant la Seconde Guerre mondiale. Elle a réalisé plus de 30 films documentaires sur des événements survenus en Amérique latine, en Afrique, dans les Caraïbes et aux États-Unis, qui ont été présentés dans de nombreux festivals de cinéma et sur des chaînes de télévision. Ernesto Mario Bravo est un biochimiste argentin qui a rencontré et épousé Estela Bravo en Europe. Après avoir vécu huit ans en Argentine, ils se sont installés à Cuba où il est professeur à la faculté de médecine.